# NGC 1679
NGC 1679 ist eine Balken-Spiralgalaxie vom Hubble-Typ SBm im Sternbild Grabstichel am Südsternhimmel. Sie ist schätzungsweise 40 Millionen Lichtjahre von der Milchstraße entfernt und hat einen Durchmesser von etwa 40.000 Lichtjahren.
Das Objekt wurde am 18. November 1835 von John Herschel entdeckt.